# Euclides Neto
Euclides José Teixeira Neto (Ubaíra, 11 de novembro de 1925 — Salvador, 5 de abril de 2000) foi advogado, criador de cabras, político e escritor brasileiro, notabilizando-se na luta pela Reforma Agrária e oposição ao Regime Militar de 1964.

## Biografia
Euclides José Teixeira Neto, advogado e agricultor, nascido e criado na região cacaueira da Bahia, conhecia como poucos os dois ecossistemas importantes, complexos e, ao mesmo tempo, frágeis: a Caatinga e a Mata Atlântica, além de contar com uma vasta experiência sobre a vida, a natureza, as relações sociais e afetivas dos seus habitantes - o seu povo. A Bahia é um dos estados onde se concentram os maiores e mais graves problemas sociais, particularmente rurais, do Brasil.
Autor de mais de uma dezena de livros, foi romancista e articulista conceituado, tendo ainda sido Secretário de Reforma Agrária e Cooperativismo do governo da Bahia, quando teve a oportunidade de demonstrar o seu apego à terra e ao homem do campo, tema de seus livros.
Em 1986, quando nomeado pelo governador da Bahia para a pasta de Assuntos Fundiários e Reforma Agrária, Euclides Neto, comunista moderado, combateu o nepotismo.
Sobre sua carreira jurídica, Euclides Neto, em entrevista ao jornal A Tarde (18.02.1990), comentou: “advoguei por 40 anos e nunca para firmas ou exportadores de cacau. Sempre defendi trabalhadores rurais”.
Na produção literária, Euclides Neto, ao longo de sua vida publicou catorze obras, entre romances e crônicas, predominantemente, tratando das desigualdades nas condições de vida entre os “senhores do cacau” e os trabalhadores rurais. Sobre a produção literária de Euclides Neto, o jornalista e poeta Elieser César, em seu livro o Romance dos excluídos: Terra e política em Euclides Neto, afirma que:
"Em toda obra de Euclides Neto [...] há essa clara intenção pedagógica, fruto da escolha ideológica do autor pelos pobres, perseguidos e humilhados: denunciar as mazelas do capitalismo (emblematizados no campo pelo latifúndio), numa crítica radical ao sistema econômico que provoca a degradação do ser humano e a exclusão social, através de uma economia de mercado que visa apenas o lucro de uma minoria e condena à fome, impondo como única saída a mais absoluta das privações a venda da força de trabalho a preço vil."

## Política
Desde sua emancipação em 1933, a política em Rio Novo (atual Ipiaú) foi monopolizada por grupos políticos de caráter conservador. Entre eles, estava o Partido Social Democrático (PSD), fundado na Bahia em 1933 por Juracy Magalhães que, como tática, passou a cooptar prefeitos para sua legenda, com o objetivo de ampliar sua influência política no interior do estado. Em Rio Novo, Antônio Augusto de Sá fundou o Diretório Municipal do PSD em 1934; havia também a Ação Integralista Brasileira (AIB), com núcleo em Rio Novo, fundado em 1934 e presidido pelo engenheiro civil Antônio de Almeida Souza Filho.
O município de Rio Novo, hoje Ipiaú, registrava cerca de três mil integralistas. Na campanha para as eleições de janeiro de 1936, as disciplinadas falanges integralistas mostravam ser fortes concorrentes do PSD governista, e das velhas oligarquias que controlavam os currais eleitorais. Vereadores integralistas foram eleitos através do Estado, inclusive na capital e nos municípios de Jequié, Poções, Ipiaú, Mundo Novo, Itabuna, Maragogipe, etc.
Havia também no município o Partido Rio Novo Altivo (Partido Autonomista). Tais partidos disputavam espaço político, consequentemente organizavam suas táticas para obterem vitória nas eleições, previstas para 15 de janeiro de 1936, onde seriam eleitos pela primeira vez no município, através do voto direto, prefeito e vereadores.
Apurados os votos, as eleições tiveram os seguintes resultados: foi eleito Leonel Dias Andrade (PSD), com 542 votos; Aristóteles Andrade (Ação Integralista Brasileira-AIB) alcançou 382 votos e Moisés Santos (Partido Rio Novo Altivo) obteve 10 votos. Nota-se que, o fato de o governador Juracy Magalhães dirigir o PSD, não impediu que o candidato da Ação Integralista Brasileira, partido de oposição, obtivesse expressiva votação.
Em Ipiaú, após a emancipação na década de 1930, não se identificou a presença da Aliança Nacional Libertadora (ANL), nem mesmo a existência de munícipes ou grupo de orientação comunista.
Entretanto, a partir de abril de 1963, o município de Ipiaú teve um prefeito com perfil atípico: ex-militante do Partido Comunista do Brasil (PCB) na Faculdade de Direito da UFBA (1945-1949); Intelectual, escritor, advogado, com sensibilidade aguçada às agruras dos trabalhadores rurais.

### Prefeitura de Ipiaú
Em Ipiaú, após a emancipação na década de 1930, não se identificou a presença da Aliança Nacional Libertadora (ANL), nem mesmo a existência de munícipes ou grupo de orientação comunista.
Entretanto, a partir de abril de 1963, o município de Ipiaú teve um prefeito com perfil atípico: ex-militante do Partido Comunista do Brasil (PCB) na Faculdade de Direito da UFBA (1945-1949); Intelectual, escritor, advogado, com sensibilidade aguçada às agruras dos trabalhadores rurais.

#### Fazenda do Povo
Eleito prefeito de Ipiaú, realiza ali, no início dos anos 60, a primeira experiência socialista de distribuição da terra e do trabalho. Na “Fazenda do Povo” foram assentadas dezenas de famílias de indigentes, desempregados, desiludidos, abandonados, perdidos, doentes em uma área de 167 hectares. Esses homens, mulheres e crianças passaram a produzir sua subsistência e, sobretudo, sua dignidade.
Sobre a fazenda, Euclides dizia que "nasceu da vontade de fazer uma experiência socialista, sem ficar somente na proveta do laboratório de sociologia e política". No local eram produzidos gêneros para a merenda escolar e comercialização em feiras livres. A feira dominical da cidade, surgiu dos produtos trazidos da Fazenda do Povo.
Ainda hoje, muitas dessas famílias sobrevivem dignamente, em função daquela bem sucedida experiência. A “fazenda do Euclides” continua gerando emprego para os netos dos primeiros agricultores que ali trabalham há mais de três décadas. Até hoje, estão ali assentadas, cerca de 75 famílias. Defensor de primeira hora de posseiros, Euclides estimulava e defendia ocupações de terras improdutivas muito antes do MST, MLT ou movimentos correlatos.
Em 1964, ano do golpe militar, Euclides Neto foi processado e punido por ter desenvolvido aquela experiência. O inquérito Policial Militar que o investigou, durou de abril de 1964 a dezembro de 1965. O último depoimento que prestou aos militares ocorreu em Salvador. A cassação do mandato do prefeito não foi efetivada. Entretanto, até ao fim do seu mandato, em abril de 1967, continuou sendo patrulhado pelo governo militar.
Euclides Neto, porém, mesmo sob investigação, continuou buscando alternativas para instalar em Ipiaú uma estrutura que fizesse do município um polo de influência em relação a outras localidades do estado, a partir dos aspectos geográficos e econômicos que dispunha: eixo rodoviário relevante, um número significativo de bancos, casas exportadoras de cacau, campo de pouso, bem como sua grande vocação agrícola.

#### GAMI
Com estes objetivos, ainda no primeiro ano de mandato, angariou uma verba para a criação de um ginásio agrícola, com a intenção de fixar os moradores na terra e atrair outros. O "Ginásio Agrícola Municipal - GAMI" (atualmente o CEI), foi concretizado em 1966. O GAMI era parte do complexo educacional formado pelo Centro de Educação, Escola de Menores, Biblioteca Municipal Monteiro Lobato e o horto florestal (área remanescente da antiga floresta de cacau existente).

#### Parque de Exposição
A partir de uma doação de seis hectares de terra, foi construído o "Parque de Exposição José Thiara". A exposição agropecuária, de acordo com o próprio Euclides, nasceu da vontade dos homens de Ipiaú de promoverem o município. Esse parque de exposições é o único do Brasil levantado exclusivamente com recursos dos fazendeiros, inclusive o terreno. Os pavilhões que compõem o parque foram construídos pelos cultivadores de cacau abastados.

#### Secretaria de Assistência Social
Retorna à prefeitura em 1993, convidado para o exercício de mais um cargo, Secretário de Assistência Social durante a gestão do prefeito Ubirajara Costa. Por sua opção, abre mão de receber remuneração. Em 1994, com sua saúde debilitada, deixa a Secretaria Municipal, último cargo público que exerceu.

### Secretaria de Reforma Agrária
Em 1987, após a vitória eleitoral de Waldir Pires para governador da Bahia, o antigo colega de faculdade convida-o a assumir a secretaria de Reforma Agrária de seu governo, sobre este convite Euclides comenta: Portanto, ao receber convite do governador Waldir Pires para dirigir a primeira Secretaria de Reforma Agrária do Brasil, não podia recusar. Até relutei. Mas, a consciência me cobrava, lembrando-me que se não a assumisse o sentimento de culpa me espancaria depois. Tantos anos lutando por aquilo e, agora, por comodidade, indiferença, preguiça, egoísmo, não queria enfrentar o desafio. O nome da Secretária: Assuntos Fundiários ou Reforma Agrária? Opinei pelo segundo. Precisava logo desmistificar a expressão pornográfica.
Pelo seu desempenho como secretário de Reforma Agrária teve seu nome cogitado para ser o candidato a governador da Bahia nas eleições de 1990, representando uma possível coligação de partidos denominada ”Frente Brasil Popular”. Com o surgimento de divergências políticas, a candidatura não é concretizada. Suas ações na secretaria foram reconhecidas pela Câmara Municipal da capital baiana ao homenageá-lo, em 1991, com o título de cidadão da cidade de Salvador.

## Resumo biográfico
- 11 de novembro de 1925 – Nasce Euclides José Teixeira Neto, na pequena Genipapo, distrito de Areias (hoje Ubaíra), na Bahia. O número 11, muito repetido na data de seu nascimento, foi usado por seu pai no ferro de marcar as poucas rezes que possuía. Euclides fazia questão de ter como final das placas de carro o mesmo número cabalístico. Pouco depois muda-se com a família para Tezouras, no município de Rio Novo, atualmente chamado Ipiaú.
- 1936-1944 (Ginásio e colegial) - Em 1936, muda-se para Salvador para cursar o antigo ginásio no Colégio Antônio Vieira, onde conheceu o padre francês Camillo Torrend, professor, cientista e botânico, que sensibilizado diante das dificuldades do aluno, se tornou seu tutor, recomendando leituras, empregando-o em uma pensão para estudantes e na manutenção de casa de retiro em Mar Grande. Euclides frequenta o curso secundário no Colégio Estadual Central da Bahia e, no penúltimo ano da escola, escreve seu primeiro ensaio, “Porque o homem não veio do macaco”. No ano seguinte filia-se ao Partido Comunista.
- 1945 – Ano em que ingressa na Faculdade de Direito da Universidade Federal da Bahia.
- 1946 – 1947 – Serve ao CPOR e, por conta desta experiência, muitos parentes e amigos irão chamá-lo de Major (o “majorzinho”).
- 1949 – Forma-se na faculdade, no ano do centenário de Ruy Barbosa. Entre 1948-1949 obtém sua carteira de “solicitador” (documento que os estudantes de 4º e 5º ano poderiam solicitar para que pudessem advogar, com algumas limitações). Depois de formado, volta a Ipiaú, onde irá exercer a advocacia por muitos anos.
- 1963 – 1967 – É eleito prefeito de Ipiaú, cidade que será reconhecida como um dos “municípios modelos do Brasil” (o escolhido no estado da Bahia) durante seu mandato. Durante sua administração, cria a Fazenda do Povo, um dos projetos pioneiros de reforma agrária no país, que o levará a responder a inquérito político e militar, em 1964.
- 1987 – 1989 – Secretário de Reforma Agrária do governo Waldir Pires, período em que mora em Salvador.
- 1993 – Secretário de Assistência Social da Prefeitura de Ipiaú
- 5 de abril de 2000 – Falece em Salvador, decorrente de uma parada cardíaca.

## Literatura
Autor de ensaios, crônicas e romances, Euclides Neto iniciou-se nas artesanias da escrita com a geração emblemática de 1945, marcada pela fusão do veio telúrico dos anos 30 com os tumultos de um mundo novo que se refazia. Ao longo dos vários livros publicados em vida, o escritor desenha a cartografia de um percurso e as perdas e ganhos de um percalço, para deixar como herança da sua obra de escritor multiface, polígrafo, um livro póstumo que é uma espiral parabólica no panorama da nossa literatura. Euclides se inseria na tradição do romance social, e trazia na sua obra elementos do realismo socialista
Retratando a mesma região de Jorge Amado e Adonias Filho, dele disse José Saramago: "se sei o que é escrever, Euclides Neto é bom escritor." Dono de peculiar estilo regionalista, sua literatura vem sendo objeto de estudos acadêmicos; apesar de sua erudição, o estilo faz-se simples e, por vezes, coloquial.
Era imortal da Academia de Letras de Jequié, ocupando a Cadeira 11, que tem por Patrono José Antônio Ribeiro Jr., da qual foi fundador.

### Livros
- Porque o homem não veio do macaco;
- Berimbau (1946);
- Vida Morta (1947);
- Os Magros (1961);
- O Patrão (1978);
- Comercinho do Poço Fundo (1979);
- Os Genros (1981);
- 64: Um Prefeito, a Revolução e os Jumentos (A fábula do presidenciável Salém) (1983);
- Machombongo (1986);
- O Menino Traquino (1994);
- A Enxada (1996);
- Dicionareco das Roças de Cacau e Arredores (1997);
- Trilhas da Reforma Agrária (1999);
- O Tempo É Chegado (2001) - publicação póstuma

### Citações
- "A reforma agrária é a maneira mais fácil e barata de gerar empregos. Enquanto um emprego na grande indústria da cidade custa cem mil dólares, o assentamento de uma família no campo custa apenas dez mil, desde que sem corrupção."
- "Quando virar uma lágrima de aço enferrujado, num canto da roça ou no oitão da casa de taipa, não quero que me sejam gratos  - ó gente de pouca fé. Rogo que cantem uma oração para que eu possa adormecer em paz e voltar ao pó da madre, que tanto amei." (excerto de Suspiros de uma enxada).